# Wendelin Thannheimer
Wendelin Thannheimer, né le 25 novembre 1999, est un coureur du combiné nordique allemand.

## Carrière sportive
Licencié au SC Oberstdorf, il prend son premier départ en compétition internationale en septembre 2015 en coupe OPA (compétition moins de 19 ans). Il intègre le circuit de la coupe Continentale lors de la saison 2017/2018.
Au cours de lhiver 2018/19, Thannheimer obtient de bons résultats en Alpen Cup, ce qui lui permet de participer à ses premiers Championnats du monde junior 2019 à Lahti ; il participe uniquement à l'individuel Gundersen tremplin normal où il termine septième. Il intègre l'équipe allemande en Coupe du monde 2019 à Lahti,  composée principalement d'athlètes de l'équipe B en raison d'une interruption de l'entraînement des meilleurs athlètes allemands.
Au cours de la saison 2019/20, il participe principalement aux compétitions de la Coupe Continentale intègre régulièrement le top 15 ; son meilleur résultat de la saison est une septième place au départ groupé à Eisenerz et il termine seizième au  classement général.
Aux Championnats d'Allemagne 2020 à Oberstdorf, Thannheimer termine onzième en individuel avant de rater de peu sa première médaille nationale avec Julian Schmid à la quatrième place du sprint par équipe. Il obtient son premier podium lors de la première étape à Park City de la Coupe continentale 2020/2021 avec le bronze derrière Jakob Lange et Simon Hüttel. Il terminé neuvième au classement général. Il se qualifie également  pour la Coupe du monde à Klingenthal début février mais sans pouvoir marqué ses premiers points. Il participe au Grand Prix d'été 2021 et remporte son premier point dans cette compétition.
Au début de l'hiver 2021/22, Thannheimer atteint en Coupe continentale le top dix dans les six compétitions au cours de la première période de la saison ; l'Allemagne remporte le classement des nations en plaçant dans les trois premières position Lange (1er avec 1 406pts), Mach (2e avec 1044 pts) et Thannheimer (3e avec 776 pts). À la mi-janvier, Thannheimer est nommé dans le groupe national pour les courses de la Coupe du monde à Klingenthal : il termine 29e lors de la première journée de compétition et remporte ses deux premiers points en Coupe du monde.
Aux championnats du monde 2025, il remporte une médaille d'or dans l'épreuve par équipe masculine grand tremplin avec Johannes Rydzek, Julian Schmid et Vinzenz Geiger.

## Palmarès

### Championnats du monde

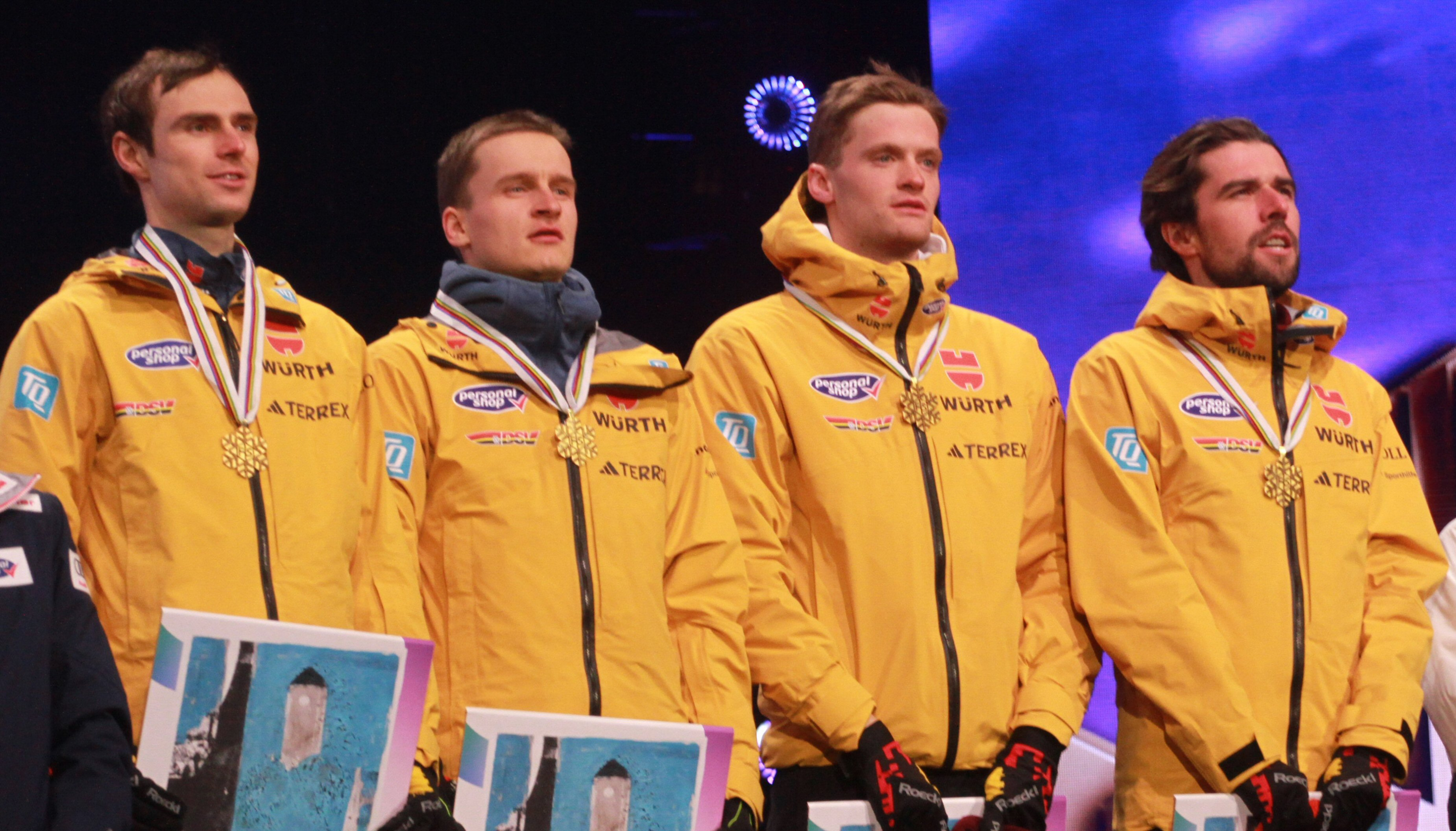
Podium de l’équipe allemande à Trondheim en 2025

| Épreuve / Édition       | Individuel     | Individuel     | Par équipes           | Par équipes mixte |
| Épreuve / Édition       | Petit tremplin | Grand tremplin | Grand tremplin Relais | Petit tremplin    |
| Mondiaux 2025 Trondheim | -              | 10e            | Or                    | -                 |

### Coupe du monde

#### Classements détaillés
| Année     | Classement général final |
| --------- | ------------------------ |
| 2021-2022 | 7e                       |
| 2022-2023 | 40e                      |
| 2023-2024 | 24e                      |